# Градинар (књига)
Градинар је најпознатија збирка песама индијског књижевника, драматурга и филозофа, добитника Нобелове награде за књижевност Рабиндранта Тагора. Први пут је објављена на енглеском језику 1913. године, исте године када је добио Нобелову награду. 

## О песмама
Збирка песама Градинар садржи 85 песама у прози — кратких и пуних емоција. Главни мотиви у овој поезији су: природа, човеков живот, детињство, жена и љубав, пролазност и земља. Песме немају наслове, већ су једноставно означене бројевима. Своју поезију Тагор је са бенгалија сам преводио на енглески језик. Заправо то су били прилагођени препеви које је једино он могао изведе — само Тагоре је могао своје напеве на бенгалију да преточи у поезију на енглеском језику која ће бити ближа западној публици. Збирка је први пут објављена на енглеском 1913. године, исте године када је добио Нобелову награду. Енглеском издању Тагор је додао и неколико песама које се не налазе у оригиналној збирци на бенгалију.
Човек је везан за земљу и нема могућност бекства у други свет. При томе је његов боравак на планети кратак. Зато човек мора да се усредсреди на тај живот који је само једном дат и да га живи у његовој пуноћи, интензивно, опредељујући се увек за светлу страну - за осмех, радост, нежност и доброту. Своју мисао о пролазности Тагоре посебно развија у 68. песми Градинара. Све што траје, пулсира и дише одређено је пролазношћу, па зато човек нема много времена за оклевање и одлагање. Љубав у поезији Рабиндранта Тагорa је вишезначна, води у разним правцима и може се именовати као љубав према жени, деци и детињству, према природи, земљи, животу и лепоти. Последњом, 85. песмом, Тагор се обраћа сваком будућем читаоцу његових песама.

## ИздањеГрадинарана српском
Градинар је на српском језику први пут објављен 1923. године у издању Штампарско-издавачког предузећа „Време”. Превео ју је Давид Пијаде, песник и преводилац, најстарији брат Моше Пијаде. Исти превод појавио се други пут 1955. године са белешком о преводиоцу, а предговор за то издање написао је историчар књижевности Војислав Ђурић. Од тада је Тагорова збирка песама Градинар доживела више од 10 домаћих издања (на српском или српскохрватском језику). 